# Остаци цркве Светог Марка у Пећи
Остаци цркве Светог Марка у Пећи налазе се у Пећи, насељеном месту на територији истоимене општине, на Косову и Метохији. Представљају непокретно културно добро као споменик културе.
Остаци цркве посвећеној Светом Марку са оградним и потпорним зидом налазе се на брду званом Св. Марко изнад манастира Пећке Патријаршије. Црква се помиње у историјским изворим 14. и 15. века.

## Основ за упис у регистар
Решење Покрајинског завода за заштиту споменика културе у Приштини, бр. 996 од 30.12.1966. Закон о заштити споменика културе (Сл. гласник СР Србије бр. 3/66).